# Rysk blåstjärna
Rysk blåstjärna (Scilla siberica) är en art i familjen Sparrisväxter. Den kan bli upp till två decimeter hög och blommar tidigt på våren med klarblå eller blåvioletta blommor med blå ståndarknapp. Rysk blåstjärna kommer ursprungligen från södra Ryssland och Mellanöstern men odlas i många trädgårdar varifrån den har förvildats exempelvis till närliggande parker och vägkanter. Den kallas ofta för Scilla.

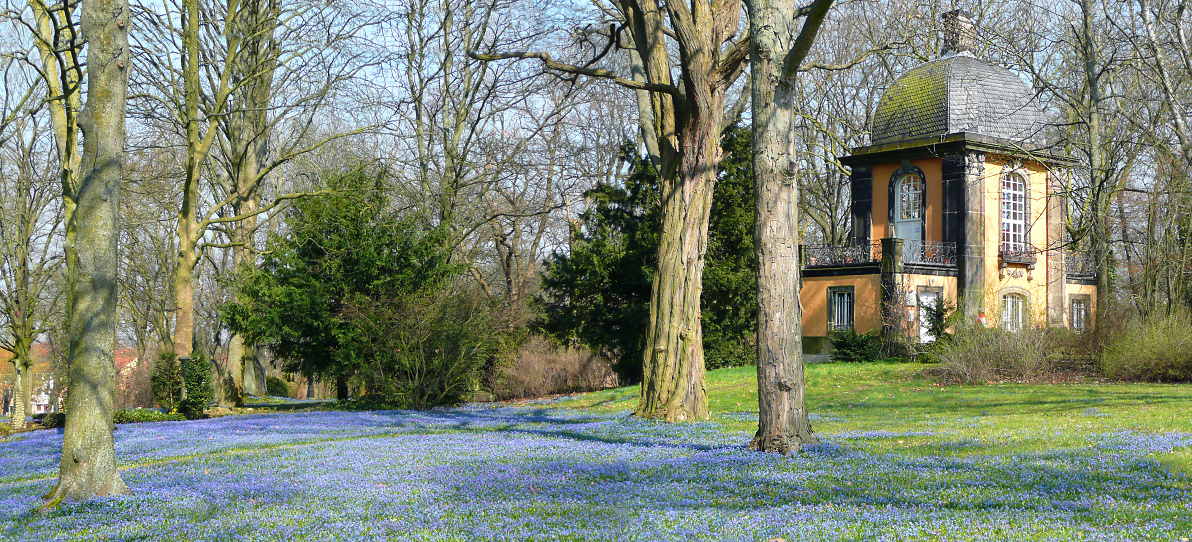
Rysk blåstjärna bildar en blå matta i Lindener Berg i Hannover, Tyskland.

Den kan planteras i gräsmattan och genom att den lätt förökar sig så kan den vid blomningstid bilda en blå matta. Efter blomningen försvinner blomman. De trivs bäst i fuktig miljö i väldränerad jord och tål kyla bra; klarar i Sverige odlingszonerna I–V 

## Underarter
Arten är mångformig och fyra underarter kan urskiljas:
- subsp. siberica - lökar 1,2-1,5 cm i diameter. Blad 3-4, de blir 1-1,5 (-2) cm breda. Blomstänglar 1-3 (4) per lök, de är 10-20 (-30) cm höga, med en 1-2 (3) blå nickande blommor, Hyllebladen är 1-1,2 cm långa. Den har frön med köttiga bihang.
- subsp. armena - lökarna är äggformade, 0,7-1,2 cm i diameter. Bladen är två. Upp till 10 blomstänglar per lök, som blir 15 cm höga. 1 (2) blommor på en krökt stjälk, Hyllebladen är 1-1.2 cm långa. blommor och öppnar sig mer än hos var. siberica. De odlade klonerna är oftast ljust blå med mörkare mittstrimma.
- subsp. caucasica - är något större och har fler blommor än var. siberica.  Lökar 1,2-1,5 (2) cm i diameter. Blomstänglar 20-30 -(40) cm höga med 3-5 mörkt blå blommor med lila skiftning. Hylleblad till 2 cm långa.  Fröna saknar köttiga bihang. Kaukasus och nordvästra Iran.
- subsp. otschiauriae

## Liknande arter
Rysk blåstjärna kan lätt förväxlas med tidig blåstjärna (Scilla bifolia), tuvig blåstjärna (S. amoena) och vårstjärna (S. forbesii). Vårstjärnan blommar något tidigare, har sammanväxta kalkblad och hopstående ståndare. Rysk blåstjärna har dessutom nickade blommor till skillnad mot vårstjärnans mer uppåtriktade blommor.

## Sorter
Några selekterioner har fått sortnamn:
- 'Alba' (A.C. van Eeden 1880) - har rent vita blommor.
- 'Grace Lofthouse' (1964) - har blåvioletta blommor.
- 'Spring Beauty' (W.J. Eldering) (syn. 'Atroviolacea') - är större i alla delar än typiskt för arten. Blommorna sitter 5-6 per blomställning och blir upp till 3 cm långa, de är hyacintblå med mörkare mittstrimma. Denna hybrid är steril p.g.a. att blommorna inte bildar frön, och självsprider sig därför inte till mattor som den rena arten.[1]